# سمير بريخو
سمير يعقوب بريخو (من مواليد 3 مايو 1958)، حاصل على زمالة الأكاديمية الملكية للهندسة. كان الرئيس التنفيذي لأميك، واحدة من أكبر شركة استشارات والهندسة والإدارة المشاريع في المملكة المتحدة.